# Athena Asamiya
Athena Asamiya (麻宮アテナ Asamiya Atena?) es un personaje ficticio originario del videojuego de SNK Psycho Soldier. Después de aparecer en el videojuego Psycho Soldier aparece en la serie videojuegos de lucha The King of Fighters alcanzando mucha más popularidad. Se lanzó un videojuego basado en ella al mercado de Japón (Athena: awakening from the ordinary life), para la consola PlayStation en 1999, sin embargo, dicho juego, no salió a la venta fuera de Japón.

## Concepción
Se dice que Athena es la reencarnación la diosa griega de la sabiduría Atenea, personaje en la misma compañía SNK y que apareció en su propio videojuego en 1987. Athena es de menor estatura y de piel un poco más pálida, el cual aparece en el juego "SNK vs Capcom Chaos". Entre los fanes se ha especulado si es o no el mismo personaje, sin embargo, SNK ha dado muestras que corroboran que se trata de dos personajes diferentes y que Athena Asamiya es la reencarnación de la diosa (la que vemos con bikini rojo y espada). Tanto así que en el juego de citas para Nintendo DS "Days of Memories 3" ambas hacen su aparición, y para diferenciarla de Athena Asamiya, a la otra Athena la apellidaron "Hatsushiro" (que quiere decir original).

## Idea del personaje
Athena Asamiya es una chica con poderes psíquicos que posee de forma innata por ser la descendiente de la diosa Athena, del clásico juego de SNK. Existe mucho debate sobre si Athena Asamiya es la descendiente o la reencarnación de la diosa, algo que se originó como un error de traducción y ha ido cambiando en las fichas de personaje de Athena. Actualmente está establecido que ella es la descendiente de la diosa, pero no su reencarnación.
Según la trama original del Psycho Soldier, ella era originalmente una estudiante normal de Japón, que soñaba con ser una idol. Sus poderes latentes se activaron como una medida de seguridad, cuando unos demonios, liderados por el Emperador Shiguma, abrieron las puertas del infierno para atacar a la humanidad. 
En este juego, Athena haría equipo con Kensou, un chico con habilidades psíquicas similares, y usarían sus recién descubiertos poderes para combatir a Shiguma y derrotar a los demonios. Shiguma no volvería a aparecer hasta The King of Fighters XIII, dónde tendría un pequeño cameo. 
Según su historia en KOF, ella y Kensou serían acogidos por el maestro de artes marciales, Chin Gentsai, quien los llevaría a las montañas de China, para enseñarles cómo usar sus poderes sabiamente.
Gracias a las enseñanzas del maestro Chin logró canalizar esa energía y utilizarla sabiamente. Aprendió a combinar sus poderes psíquicos con una modalidad de boxeo chino llamada hakkyokuken en japonés, convirtiéndose en una artista marcial. De este modo, ella, junto a su maestro Chin Gentsai y su compañero, Sie Kensou; serían conocidos como Psycho Soldier team.
Más adelante, en el año 99, el personaje comenzaría a ser concebido también como cantante (idol). Generalmente dedica sus canciones a las personas que lo necesitan, como su amiga Kaoru, que logró reponerse de su discapacidad gracias al ánimo que Athena le infundió (97).
Athena es el único personaje de King of Fighters que ha cambiado de atuendo en cada entrega.

### Saga de Orochi
Athena y su equipo participan en el primer torneo de The King of Fighters '94, pues Chin los inscribió para poner sus habilidades a prueba. Sin embargo, debido a su falta de experiencia, fueron derrotados en la primera ronda. Tras la derrota de Rugal, su maestro aprovechó para darles una lección sobre el bien y el mal.
El torneo, sin embargo, motivó a Athena y Kensou a tomarse sus entrenamientos más enserio. De modo que Chin los inscribió en el torneo de The King of Fighters '95, aunque corrieron la misma suerte.
Durante las batallas del torneo, ella quedaría admirada por la fuerza de Kyo Kusanagi y la forma en que venció a Rugal. Debido a los sentimientos que desarrollaba por él, decidió transferirse a su escuela en Japón, para conocerlo mejor. Ahí terminaría haciéndose buena amiga de Yuki. 
Se prepararía con entusiasmo para el siguiente torneo y, aunque su maestro parecía reacio a entrar por sentir una presencia maligna, les permitiría participar al notar el empeño que ponían en sus entrenamientos.
Cuando llegó el momento del torneo The King of Fighters '96, tuvo un mejor desempeño, demostrando la mejoría en sus habilidades. Pudo llegar hasta las semifinales, pero fue derrotada por Kyo Kusanagi, desarrollando una rivalidad amistosa. 
También tendría un combate con Mature (quien atacaba a los peleadores por haber sido vencida del torneo), aunque Athena saldría victoriosa del encuentro y se ganaría el resentimiento de la Hakkeshu. Después de que Goenitz destruyera el estadio, Athena, Kensou y Chin se pusieron a reflexionar sobre el resentimiento de Orochi contra los humanos.
Debido a la naturaleza mediática de este torneo, Athena y los Psycho Soldiers ganaron mucha popularidad a nivel internacional.
En The King of Fighters '97 a Athena le fue prohibido participar en el torneo por decisión de su maestro Chin, quien estaba preocupado por la popularidad que habían ganado en el anterior torneo. Luego de presentarle una carta de una fan, Kaoru Watabe, quien estando discapacitada, se inspiró en Athena para aprender a caminar luego de verla luchar en el torneo anterior, su maestro no tuvo otra alternativa que dejarla participar, uniéndose con ella y su otro discípulo, Kensou. 
Aquí tuvieron su mejor desempeño, llegando a las finales, dónde serían vencidos por el Equipo de Japón y Athena tendría su combate esperado contra Kyo Kusanagi. Tras terminar el torneo The King of Fighters '97, los Psycho Soldiers conocieron a Kaoru, quien viajaría con ellos a muchos de sus duelos e inclusive participaría como striker en The King of Fighters 2000.

### Saga de NESTS
Para cuando llegaron los acontecimientos de The King of Fighters '99, Athena había aprovechado su popularidad cómo peleadora, para despegar en una carrera de idol. Se había hecho realmente famosa, dando conciertos a nivel internacional y ganándose fanáticos como Jhun Hoon.
Su maestro, también adoptaría a Bao, un joven con poderes psíquicos que no podía controlar. A ella le agrado mucho el joven, y lo convirtió en el cuarto Psycho Soldier. Pocos días después de su llegada, Kensou comenzó a perder la mayoría de sus poderes psíquicos. Debido a esto, decidirían participar en el torneo para reactivar los poderes de Kensou.
Lucharon en el torneo, superando algunas rondas y siendo derrotados por K' y su grupo. Sin embargo, descubrirían parte de la conspiración de NESTS y se quedarían a fisgonear en los alrededores de la pelea final entre K' y Krizalid. 
Enfrentaron algunos clones de Kyo, pero el cuartel subterráneo de NESTS comenzó a derrumbarse. Kaoru Watabe llegó a recogerlos, pero Athena y Kensou quedaron atrapados bajo los escombros. Athena descubrió una salida, pero una gran roca le aplastó una de sus piernas. Kensou regresó a ayudarla, con el poco poder con el que contaba, pero la situación lo impulsaría a despertar poderes nunca antes vistos, con los que salvaría a Athena de una muerte segura. Una vez que estuvieron a salvo y se reunieron con los otros Psycho Soldiers, Kensou cayó inconsciente por el cansancio mientras Bao, que apenas sufrió un rasguño durante el escape, también cayó inconsciente.
Desde lo ocurrido en el torneo, Bao había quedado en un coma, sin poderse levantar y con fiebre. Chin le habló a Athena sobre una conexión psíquica entre Kensou y Bao, por lo que la mejor opción para ayudar al niño sería liberar el poder latente de Kensou. 
Así, participarían en The King of Fighters 2000, dónde avanzarían la primera ronda, pero serían derrotados en la segunda por el equipo de K'. Los Psycho Soldiers permanecieron en las calles de Southtown mientras K' y su equipo peleaban contra Zero. 
De pronto, el cañón láser orbital, que Zero había planeado usar para destruir a NESTS se accionó, amenazando con destruir todo Southtown. La situación desesperada, sirvió como un detonante, para que Bao despierte sus poderes latentes, usándolos para desviar una de las ráfagas nuevamente hacia dentro del cañón, que ayudó a destruirlo. El incidente consumió todas las fuerzas de Bao, dejándolo en una fiebre peligrosa, pero Kensou intentó pasarle parte de su energía y sus fuerzas se estabilizaron, despertando el impresionante "espíritu del dragón".  
Las cosas, sin embargo, no terminaron bien. La sobrecarga de energía hizo que tanto Kensou cómo Bao, perdieran sus poderes, aunque Chin pensaba que esos poderes continuaban en su interior y eran más grandes de lo que cualquiera imaginaba. 
Nuevamente, decidieron entrar al The King of Fighters 2001, para ayudarlos a reactivar sus habilidades. En este torneo, volverían a pasar la primera ronda, pero les tocaría combatir una vez más contra el Equipo Japón. Kyo Kusanagi había vuelto desde el 97, pero estaba cambiado y deseaba venganza contra NESTS, por lo que derrotó a los Psycho Soldiers. 
Preocupada por la situación, Athena se infiltraria en el dirigible de NESTS, que resultaría ser un cohete. Este los llevaría al cuartel espacial de NESTS, un satélite, dónde Athena se uniría a Kyo, K', Terry Bogard, Ryo Sakazaki, Iori Yagami y Kula Diamond, en su batalla contra Ignitz, el líder de NESTS, quien sería el oponente más difícil al que Athena habría enfrentado.
Una vez que Igniz fue derrotado y el satélite de NESTS impactó contra la Tierra, Athena se reuniría con los Psycho Soldiers. Ahí se enteraría que los poderes de Kensou y Bao finalmente se estabilizaron, pero no sospechaban que este poder los pondría en la mira del peligroso Ron.

### Saga de Ash
Por primera vez desde el inicio de la franquicia, el equipo Psycho Soldiers no participó en el torneo The King of Fighters 2003 debido a que Kensou y Bao partieron a una larga misión de entrenamiento con Chin para enseñarle a Kensou como dominar su Espíritu del Dragón. 
Sin esperar a perder su acostumbrada participación en el evento, Athena  decidió formar equipo con sus conocidos del torneo. Fue capaz de reclutar a Hinako Shijou, pero todavía les faltaba un tercer integrante. Mientras estaban en un tren para buscarlo, fueron contactadas por Malin, una misteriosa chica que las sorprendió con su velocidad. De este modo, las tres unieron fuerzas para formar otro equipo, una sociedad que para algunos aficionados les resulta extraña.
Pese a todo, este equipo tendría un muy buen desempeño, superando varias rondas, hasta llegar a la semifinal. Aquí debían combatir a los Ikari Warriors, dónde Athena tuvo una batalla muy pareja contra Leona Heidern, que terminó en un empate. Debido a que sus compañeras habían sido vencidas, su participación en el torneo terminó. Pese a todo, Athena se hizo buena amiga de Hinako y Malin, que la acompañaron a su concierto. 
Para The King of Fighters XI, Athena se reunió con Kensou después de su año de entrenamiento, y con Momoko, una alumna psíquica que Chin había adoptado recientemente. Está se haría muy cercana a Athena y, juntos, formarían el equipo Neo Psycho Soldier. Participarían en el torneo para probar las habilidades de Kensou, pero serían derrotados por el equipo de K'.
En este capítulo, en su final, se indica que Athena y sus amigos están destinados a enfrentar al malvado Ron (antiguo miembro de NESTS y líder del clan Hizoku) que busca robarle a Kensou su poder (el espíritu del dragón).
Athena aparece en The King of Fighters XII, aunque el juego carece de historia y se lo considera un Dream Match (como KOF 98 y KOF 2002).
En el último episodio de la Saga de Ash (KOF XIII), Chin intensificaria el entrenamiento de sus discípulos, preparándolos para la amenaza de "Aquellos de la Tierra Distante". Debido a este nuevo peligro, Chin decidiría participar, junto a Athena y Sie Kensou, repitiendo su viejo equipo para brindar apoyo en la batalla inevitable.
Durante el torneo, Athena le ofrecería su ayuda a Kyo Kusanagi, diciéndole que no podía hacerlo todo por su cuenta, aunque sería su equipo el que la vencería en la competencia.
Una vez que los de la Tierra Distante fueron derrotados y el torneo llegó a su fin, Athena y los Psycho Soldiers se quedaron a responder una entrevista, dónde Kensou recordó al villano de su primer juego y se imaginó a los Psycho Soldiers enfrentándolo cuál súper héroes.

### Saga de las Dimensiones
Previo a los acontecimientos del torneo The King of Fighters XIV, el maestro Chin organiza una serie de combates de entrenamiento entre sus discípulos y los de su amigo Tung Fu Rue. En estos combates, Athena se enfrentaría a Meitenkun, derrotándolo y haciendo amistad con ese equipo.
Sin embargo, Chin detectaría algo oscuro acercándose, por lo que incrementaría el entrenamiento de sus estudiantes y entraría al The King of Fighters XIV, junto con Athena y Kensou. 
En el transcurso del torneo, Athena entablaría una amistad con Sylvie, al ser ambas cantantes, además de tener una batalla de exhibición con Mian. Más adelante, le tocaría enfrentarse al Another World Team, dónde lucharía contra Love Heart, incomodándose cuando Love le da un cumplido a Kensou. Al final, terminan retirándose del torneo al darse cuenta las intenciones de Nakoruru, quedándose a presenciar la batalla contra Verse.
En su ending, agrega a sus amigos (entre ellos Bao y Momoko) cuando estos se desaniman por la caída en las ventas de sus discos.
Tiempo más adelante, Athena reaparecería en SNK Heroines: Tag Team Frenzy. En este juego, ella sería capturada, junto a otras peleadoras de KoF, terminando en una dimensión de bolsillo creada por Kukri. 
En esta ocasión, Athena terminaría haciendo equipo con Kula Diamond, derrotando a todas las otras chicas atrapadas y llegando finalmente contra Kukri. Él intentaba utilizar las emociones negativas de las chicas, como la vergüenza, para incrementar sus poderes. Por ello, intentó provocar a Athena, llamándola "idol de tercera", lo que enfureció a Athena, hasta el punto de que terminó superandolo por completo y derrotó a Kukri, liberando a las otras chicas y regresando al mundo real.
Para los acontecimientos de The King of Fighters XV, ella estaba preocupada por la caída en las ventas de sus discos y quería innovar para no estancarse. Para ello, decidió reclutar a otras peleadoras, para hacer un espectáculo junto a ellas. Llegó a South Town, encontrándose a Mai Shiranui y Yuri Sakazaki, pero estás la reclutaron para su equipo y entraron al torneo como el Team Super Heroine.
Este equipo tendría un buen desempeño en el torneo, derrotando al Team Art of Fighting, pero siendo vencidas por el equipo de Shun'ei. Sin embargo, pronto se daría cuenta de que había algo oculto en el torneo y Athena decidiría confrontar a Shermie sobre sus planes ocultos, derrotandola antes de que pueda hacer cualquier cosa.
Tras finalizar el torneo, Athena consiguió reclutar a Mai y Yuri para sus espectáculos y las ventas de sus discos volvieron a subir.

### Saga Ex
En la continuidad alternativa de The King of Fighters Ex, Athena entraría en el torneo de Geese Howard, formando equipo con Kensou y Bao. Vencería a Leona Heidern, pero se retiraría del torneo para que Kyo, Benimaru y Moe se ocupen de Geese.
Durante el torneo de Gustav Munchausen, Athena volvería a formar equipo con Kensou y Bao, para investigar la desaparición de varios niños. Serían derrotados por el equipo de Kyo Kusanagi, pero intervinieron en la batalla final, para salvar a Sinobu Amou y curarlo con sus poderes psíquicos.

### Saga Maximum Impact
En esta historia, Athena entra al torneo patrocinado por Duke y su organización Mephistopheles, para darse publicidad y probar de nuevo sus habilidades como guerrera.
Para la segunda entrega, Athena presentiría dos auras que no son de un ser humano, sino de alienígenas (Luise Meyrink y Jivatma), por lo que entraría al torneo organizado por Jivatma y su cartel Kusiel. 
Esta vez, entraría en solitario, aunque no lograría llegar a las finales. Aun así, conseguiría una nueva rival : Mignon Beart, una joven bruja novata que buscaba competir con Athena para ver quien es mejor Idol y la más poderosa, aunque se da a entender que Athena la derrotó.
También tuvo una pequeña aparición en The King of Fighters: Another Day, dónde colaboró con Mai durante el incendio de South Town.

### Otras apariciones
Debido a su popularidad, Athena terminaría apareciendo en muchos juegos de SNK. Entre los que destacan:
The King of Fighters: Kyo, dónde Athena puede ser reclutada con bastante facilidad, acompañando a Kyo en esta continuidad alternativa a KoF 97.
The King of Fighters R-1 y The King of Fighters R-2, las versiones de KoF para el Neo Geo Pocket. Además de ser jugable en el SNK Gals' Fighters.
Protagonizó su propio juego de Playstation en Athena: Awakening from the Ordinary Life, que contaba una versión alternativa más oscura sobre el origen de sus poderes y su lucha por controlarlos. Este juego también tuvo un TV Drama, basado en sus acontecimientos.
Tuvo apariciones en los crossover SNK vs. Capcom: The Match of The Millennium y Capcom vs. SNK 2: Mark of the Millennium. Además de aparecer en el Spin Off, The King of Fighters Neowave.
Sería un personaje jugable en títulos como KOF Sky Stage y Neo Geo Heroes: Ultimate Shooting, dónde solía hacer equipo con Kula Diamond. Además que ella y Kyo serían los protagonistas de The King of Fighters: Battle of Paradise
También protagonizó un juego para móviles, titulado Athena On Stage, dónde se cuenta su ascenso a la fama y la forma en que se convirtió en idol. 
Es una de las chicas disponibles en distintos juegos de la saga Days of Memories, además de tener múltiples apariciones en juegos móviles de la saga KoF. 
Ella también tuvo apariciones en la trilogía Pachinko de The King of Fighters, teniendo mucho protagonismo en el tercer título, The King of Fighters III, basado en la Saga de Ash, donde sería retratada como la compañera de Kyo Kusanagi.
También saldría en el anime de The King of Fighters: Destiny, dónde tendría un papel similar al que tuvo en KoF 94 y 95, además de tener un enfrentamiento contra Kim, Chang y Choi, para que Kyo pueda avanzar por el Black Noah.

## Curiosidades
- El diseño de Athena en KOF 2002 tiene una apariencia muy parecida a la cantante infantil Tatiana la reina de los niños.